# Groupe parlementaire de l'UDC à l'Assemblée fédérale

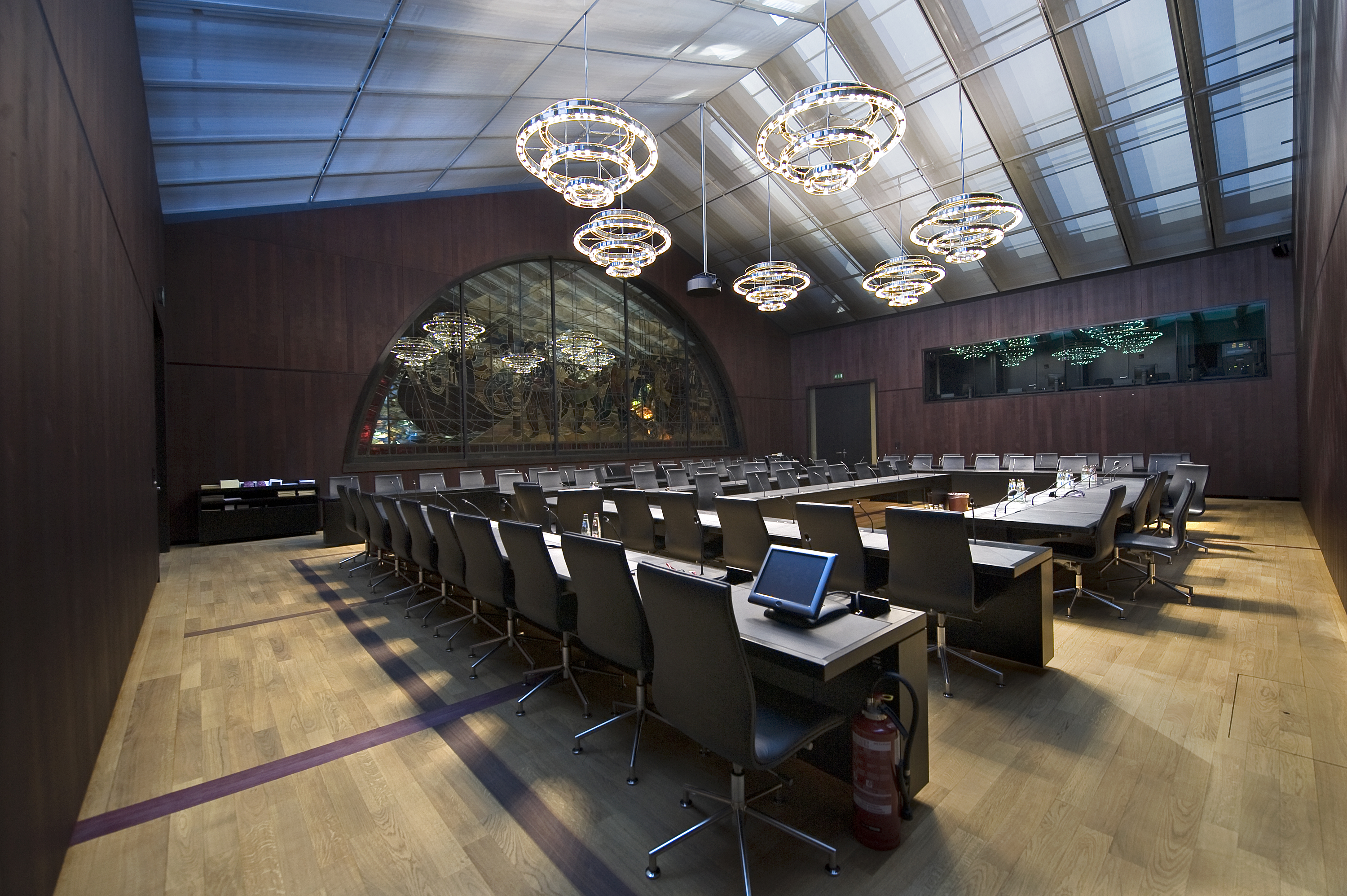
Chambre du groupe parlementaire UDC au palais fédéral

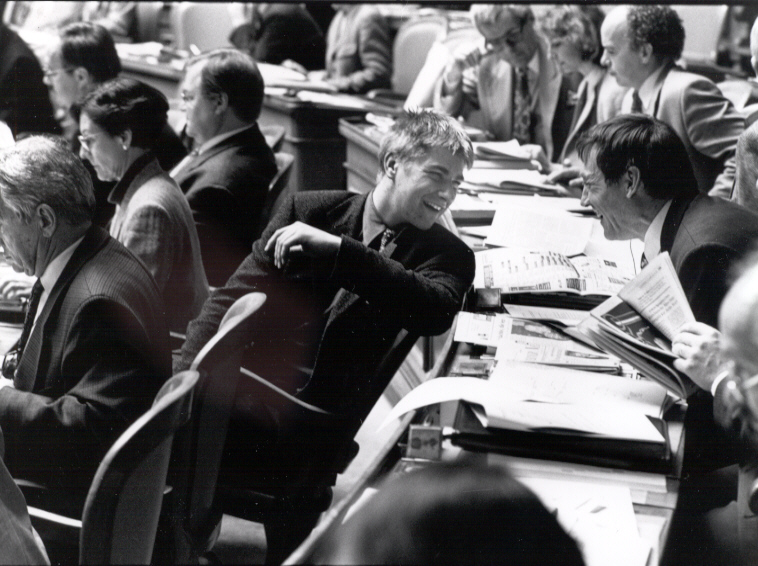
Membres du groupe parlementaire UDC en 1996, au milieu Toni Brunner, s'adressant à Attilio Bignasca de la Ligue des Tessinois, membre du groupe parlementaire UDC, à l'arrière à droite on voit Ueli Maurer

Le groupe parlementaire de l'Union démocratique du centre à l'Assemblée fédérale suisse regroupe les conseillers nationaux de l'UDC et leurs alliés. En fonctionnement parlementaire, le groupe porte l'abréviation V.

## Description

### 2015–2019
Le groupe du parti populaire suisse représente 29,4% des suffrages (élections fédérales de 2015). Il comprend 68 conseillers nationaux et 6 conseillers aux État s: 65 conseillers nationaux et 5 conseillers aux États de l'UDC, deux conseillers nationaux de la Lega dei Ticinesi, un conseiller national du Mouvement citoyens genevois (MCG) et le conseiller aux États sans parti Thomas Minder. 
La faction conjointe SVP, Lega et MCG est indépendante de ses décisions par rapport aux autres organes du parti, mais elle repose sur les objectifs et les programmes des partis. La nomination des candidats aux élections au Conseil fédéral relève de la responsabilité exclusive du groupe parlementaire.

### 2019-2023
Andreas Gafner de l’Union démocratique fédérale est intégré au groupe.

## Présidents
Le président du groupe est Thomas Aeschi, les vice-présidents sont Michaël Buffat, Céline Amaudruz, Alfred Heer, Felix Müri et Hannes Germann.

## Composition
| Législature | Année     | Membres | Conseil des Etats | Conseil national | Pourcentage de voix |
| 51e         | 2019–2023 | 62      | 7                 | 55               | >27,34 %            |
| 50e         | 2015–2019 | 74      | 6                 | 68               | 29,4 %              |
| 49e         | 2011–2015 | 63      | 6                 | 57               | 26,6 %              |
| 48e         | 2007–2011 | 68      | 7                 | 61               | 28,9 %              |

## Anciens présidents
Concerne le Parti des paysans, artisans et indépendants 1919-1971 puis l'Union démocratique du centre dès 1971 (comprenant les démocrates de Glaris et des Grisons).
Parti des paysans, artisans et indépendants
- 1919 Rudolf Minger
- 1927 Ernst Tobler
- 1928 Rudolf Minger
- 1930 Hans Stähli
- 1939 Rudolf Reichling sen.
- 1947 Otto Wartmann
- 1955 Karl Renold
- 1959 Hans Tschumi
- 1961 Otto Hess (père) sen.
- 1963 Rudolf Gnägi
- 1965 Hans Conzett
- 1966 Hans Tschanz
- 1969 Erwin Akeret

Union démocratique du centre
- 1971 Rudolf Etter
- 1974 Georg Brosi
- 1977 Hanspeter Fischer
- 1979 Walter Augsburger
- 1982 Hans-Rudolf Nebiker
- 1989 Theo Fischer
- 1998 Samuel Schmid
- 1999 Walter Frey
- 2001 Caspar Baader
- 2012 Adrian Amstutz
- 2017 Thomas Aeschi